# Marilù Tolo
Marilù Tolo, pseudonimo di Maria Lucia Tolo (Roma, 16 gennaio 1944), è un'attrice italiana, particolarmente attiva negli anni sessanta e settanta, anche come interprete di fotoromanzi.

## Biografia

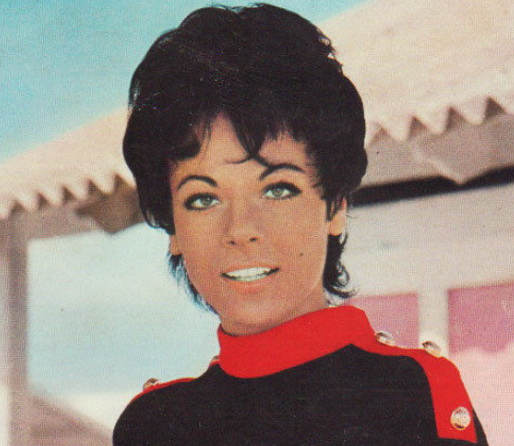
Marilù Tolo negli anni sessanta

Ha iniziato la sua carriera a quindici anni, lavorando come modella per lo stilista Emilio Schuberth nel 1959; sfila anche per Valentino, il quale, anni dopo, rivelerà di essere stato innamorato dell'attrice, benché non ricambiato. L'anno seguente Schuberth favorisce il suo esordio in televisione, come giovane valletta di Mario Riva nella trasmissione il Musichiere, a fianco di Brunella Tocci. Il suo debutto nel cinema risale al 1960, con la partecipazione al film musicarello Urlatori alla sbarra, all'età di 16 anni.
Alta e dal portamento elegante, caratterizzata da una bellezza classica e dai grandi occhi chiari, ha iniziato subito ad essere molto richiesta sul set, girando una trentina di film negli anni sessanta, appartenenti prevalentemente al cinema di genere (peplum — cinque titoli nel solo 1964 —, spaghetti western, film dell'orrore e di spionaggio, commedie all'italiana), anche se non mancano partecipazioni in alcuni film d'autore come Giulietta degli spiriti di Federico Fellini, Matrimonio all'italiana di Vittorio De Sica e Sogni e bisogni di Sergio Citti. Ha lavorato anche con Luchino Visconti e Jean-Luc Godard. Nel 1966 il cantante francese Serge Gainsbourg le ha dedicato la canzone Marilu. Negli anni settanta, diventata ormai un volto molto popolare, ha continuato ad interpretare pellicole di vario genere, prevalentemente commedie erotiche all'italiana, film polizieschi e poliziotteschi, storici, horror e thriller. Attiva anche in televisione, ha lavorato in diverse miniserie televisive (come lo sceneggiato Rai Eneide, del 1971-72, nel ruolo della dea Venere), nel 1975 Orlando furioso regia di Luca Ronconi nel ruolo di Alcina. 

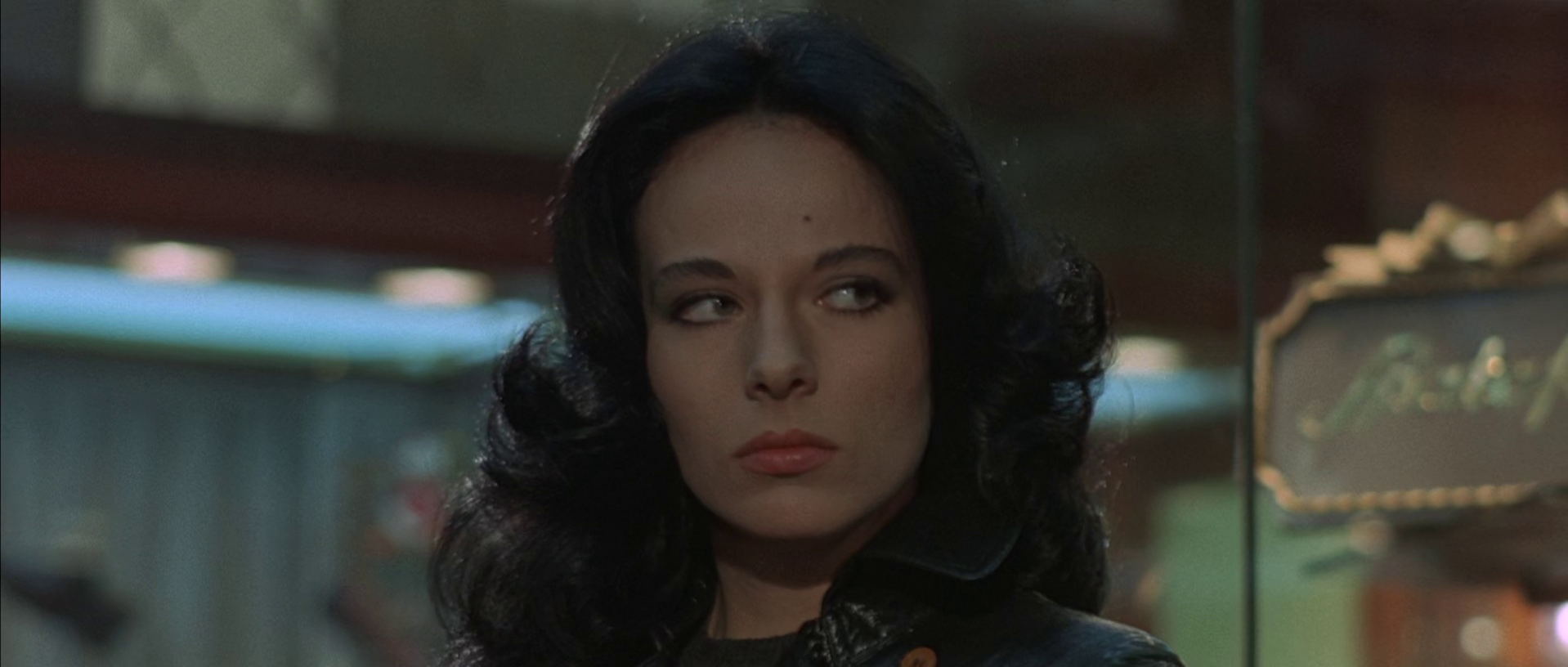
Marilù Tolo nel film Confessione di un commissario di polizia al procuratore della repubblica di Damiano Damiani (1971)

È anche l'unica attrice italiana a poter vantare una partecipazione come "guest star" nella serie cult Charlie's Angels (nell'episodio Angeli in defaillance della quarta stagione, nel 1979). 
Trasferitasi negli Stati Uniti con il produttore Velin, inizia ad apparire in produzioni americane. Nei primi anni ottanta ritorna in Italia, riducendo notevolmente la sua presenza sugli schermi; appare in piccole parti nelle fiction televisive Marco Polo e Gli ultimi giorni di Pompei. All'età di quasi quarant'anni ha posato nuda per l'edizione italiana di Playboy, nel numero di novembre 1983. Gli ultimi film a cui ha partecipato sono Il tassinaro (1983), al fianco di Alberto Sordi, e Vacanze di Natale di Carlo Vanzina (1983).
Nel 2001 è comparsa, in filmati d'archivio, nel documentario-corto Superman: Screen Tests, che ripropone il suo provino per il ruolo di Ursa nel film Superman del 1978 (ruolo andato poi a Sarah Douglas).  Vive fra Los Angeles ed il Messico.

## Vita privata
Ha avuto una relazione con il regista italiano Dario Argento nata sul set del film Le cinque giornate (1973).
Nel 1975 conosce il produttore cinematografico Robert Velin. 
Dopo una turbolenta relazione con il principe Alfonso di Borbone Dampierre, finita nel 1984, l'attrice ha sposato un magnate messicano la cui famiglia è proprietaria del colosso televisivo Televisa.

## Filmografia

### Cinema
- Urlatori alla sbarra, regia di Lucio Fulci (1960)
- Dolci inganni, regia di Alberto Lattuada (1960)
- I piaceri del sabato notte, regia di Daniele D'Anza (1960)
- La regina delle Amazzoni, regia di Vittorio Sala (1960)
- Le ambiziose, regia di Antonio Amendola (1961)
- Adultero lui, adultera lei, regia di Raffaello Matarazzo (1963)
- La schiava di Bagdad (Shéhérazade), regia di Pierre Gaspard-Huit (1963)
- Maciste gladiatore di Sparta, regia di Mario Caiano (1964)
- Il magnifico gladiatore, regia di Alfonso Brescia (1964)
- Matrimonio all'italiana, regia di Vittorio De Sica (1964)
- Il trionfo di Ercole, regia di Alberto De Martino (1964)
- L'ultimo gladiatore, regia di Umberto Lenzi (1964)
- La Celestina P... R..., regia di Carlo Lizzani (1965)
- Ossessione nuda (Le chant du monde), regia di Marcel Camus (1965)
- Giulietta degli spiriti, regia di Federico Fellini (1965)
- Da 077: Intrigo a Lisbona (Misión Lisboa), regia di Tulio Demicheli (1965)
- Il rinnegato del deserto (Una ráfaga de plomo), regia di Paolo Heusch e Antonio Santillán (1965)
- Le notti della violenza, regia di Roberto Mauri (1965)
- Perry Grant agente di ferro, regia di Luigi Capuano (1966)
- Un colpo da mille miliardi, regia di Paolo Heusch (1966)
- Baleari operazione Oro (Zarabanda Bing Bing), regia di José María Forqué (1966)
- Carnet per un morto (Le judoka, agent secret), regia di Pierre Zimmer (1966)
- La Bourse et la Vie, regia di Jean-Pierre Mocky (1966)
- La Primula rosa, regia di Pierre Zimmer (1966)
- Sciarada per quattro spie (Avec la peau des autres), regia di Jacques Deray (1966)
- Se tutte le donne del mondo... (Operazione Paradiso), regia di Henry Levin e Arduino Maiuri (1966)
- Il papavero è anche un fiore (Poppies Are Also Flowers), regia di Terence Young (1966)
- La strega bruciata viva, episodio di Le streghe, regia di Luchino Visconti (1967)
- Ore violente, regia di Marcel Labro (1967)
- L'amore attraverso i secoli, regia di Jean-Luc Godard (1967)
- Se sei vivo spara, regia di Giulio Questi (1967)
- Commandos, regia di Armando Crispino (1968)
- Un killer per Sua Maestà, regia di Maurice Cloche (1968)
- Candy e il suo pazzo mondo, regia di Christian Marquand (1968)
- I caldi amori di una minorenne, regia di Jerome Buch (1969)
- I dannati della terra, regia di Valentino Orsini (1969)
- L'età selvaggia, regia di Marcel Camus (1970)
- Roy Colt & Winchester Jack, regia di Mario Bava (1970)
- Gradiva, regia di Giorgio Albertazzi (1970)
- Uccidete il vitello grasso e arrostitelo, regia di Salvatore Samperi (1970)
- Confessione di un commissario di polizia al procuratore della repubblica, regia di Damiano Damiani (1971)
- Siamo tutti in libertà provvisoria, regia di Manlio Scarpelli (1971)
- La controfigura, regia di Romolo Guerrieri (1971)
- Romance of a Horsethief, regia di F. Anzekovic (1971)
- Viva la muerte... tua!, regia di Duccio Tessari (1971)
- Jus primae noctis, regia di Pasquale Festa Campanile (1972)
- Abuso di potere, regia di Camillo Bazzoni (1972)
- Meo Patacca, regia di Marcello Ciorciolini (1972)
- Mio caro assassino, regia di Tonino Valerii (1972)
- Barbablù, regia di Edward Dmytryk (1972)
- Il mangiaguardie, regia di Claude Faraldo (1973)
- Le cinque giornate, regia di Dario Argento (1973)
- Il trafficone, regia di Bruno Corbucci (1974)
- Prigione di donne, regia di Brunello Rondi (1974)
- La paura dietro la porta (Au-delà de la peur), regia di Yannick Andréi (1975)
- Corrimi dietro... che t'acchiappo (Cours après moi que je t'attrape), regia di Roger Pouret (1976)
- Il magnate greco, regia di J. Lee Thompson (1978)
- The Sleep of Death, regia di Calvin Floyd (1981)
- Assassinio al cimitero etrusco, regia di Sergio Martino (1982)
- Il tassinaro, regia di Alberto Sordi (1983)
- Vacanze di Natale, regia di Carlo Vanzina (1983)

### Televisione
- Retour à Bacoli, regia di Jean-Paul Sassy (1966)
- Eneide, regia di Franco Rossi (1971-72)
- Testimone oculare, episodio di La porta sul buio  regia di Dario Argento (1973)
- La bufera, regia di Edmo Fenoglio (1975)
- Les malfaisants, regia di Jean Kerchbron (1975)
- Orlando furioso, regia di Luca Ronconi (1975)
- Le brigate del tigre (Les Brigades du Tigre) (1975)
- Dimenticare Lisa, regia di Salvatore Nocita (1976)
- Charlie's Angels – serie TV, episodio 4x06 (1979)
- Marco Polo (1982)
- Le féminin pluriel, regia di Marcel Camus (1982)
- Gli ultimi giorni di Pompei (1984)
- Sogni e bisogni, regia di Sergio Citti - serie TV (1985)

## Doppiatrici
- Rita Savagnone in Maciste gladiatore di Sparta, Perry Grant agente di ferro, Roy Colt & Winchester Jack, Mio caro assassino, Il trafficone
- Mirella Pace in Il magnifico gladiatore, Un colpo da mille miliardi
- Maria Pia Di Meo in Se sei vivo spara, Charlie's Angels
- Daniela Nobili in La controfigura
- Paila Pavese in Il magnate greco